# Dinebra retroflexa
Dinebra retroflexa là một loài thực vật có hoa trong họ Hòa thảo. Loài này được (Vahl) Panz. mô tả khoa học đầu tiên năm 1813 publ. 1814.